# South West England
| South West England             | South West England                 |
| ------------------------------ | ---------------------------------- |
| Karte                          |                                    |
| Geographie                     |                                    |
| Fläche                         | 23.829 km²                         |
| Verwaltungssitz                | Taunton, Somerset                  |
| Demografie                     |                                    |
| Bevölkerung Bevölkerungsdichte | 5.339.637 (2012) 224 Einwohner/km² |

South West England (englisch für Südwestengland) ist eine der neun Regionen Englands und liegt im Südwesten des Vereinigten Königreichs. Die Region deckt sich in etwa mit den traditionell unter dem Begriff West Country zusammengefassten Grafschaften und wurde ursprünglich von der britischen Regierung für statistische und verwaltungsmäßige Zwecke, jedoch ohne politische Legitimation definiert. Cornwall wird wegen seiner deutlich keltischen Prägung oft von dieser geografisch-kulturellen Zuordnung ausgenommen.

## Geschichte
Die Region deckt sich in großen Teilen mit der historischen Gegend von Wessex (außer Hampshire und Berkshire) und schließt das ehemalige keltische Königreich Dumnonia ein, zu dem Cornwall, Devon und Teile von Somerset und Dorset gehörten. Nach 1974 erfolgte die Aufteilung in die Grafschaften Avon, Cornwall, Devon, Dorset, Gloucestershire, Somerset und Wiltshire. Nach der Verwaltungsreform 1996 erfolgte eine Neugliederung, wobei die Grafschaft Avon aufgelöst wurde und die übrigen Grafschaften nur noch einen zeremoniellen Status behielten.

## Verwaltungsgliederung
Zur Region gehören die folgenden Counties und Unitary Authorities:
|  | 1. Bournemouth, Christchurch and Poole (Unitary) 2. Dorset (Unitary) 3. North Somerset (Unitary) 4. Somerset (Unitary) 5. Bath and North East Somerset (Unitary) 6. Bristol (Unitary) 7. South Gloucestershire (Unitary) 8. Gloucestershire (County) 9. Swindon (Unitary) 10. Wiltshire (Unitary) 11. Devon (County) 12. Torbay (Unitary) 13. Plymouth (Unitary) 14. Scilly-Inseln (Unitary) 15. Cornwall (Unitary) |

## Bevölkerung
Im Jahre 2001 hatte Südwestengland 4.928.434 Einwohner (Ergebnis der Volkszählung), davon waren rund 3,5 Millionen Christen, 750.000 gaben keine Religion an. Die Bevölkerung war innerhalb von 20 Jahren um 12,5 Prozent gewachsen und hatte damit den stärksten Zuwachs innerhalb von England. Die größte Einwohnerzunahme war seit 1981 in Teignbridge mit 26,3 Prozent zu verzeichnen. Im Jahre 2003 überschritt die Einwohnerzahl die Fünf-Millionen-Grenze und stieg bis 2009 um 5,8 Prozent. Das am stärksten wachsende Gebiet ist gegenwärtig Bristol, wo im städtischen Großraum etwa 10 Prozent der Bevölkerung leben.

## Wirtschaft

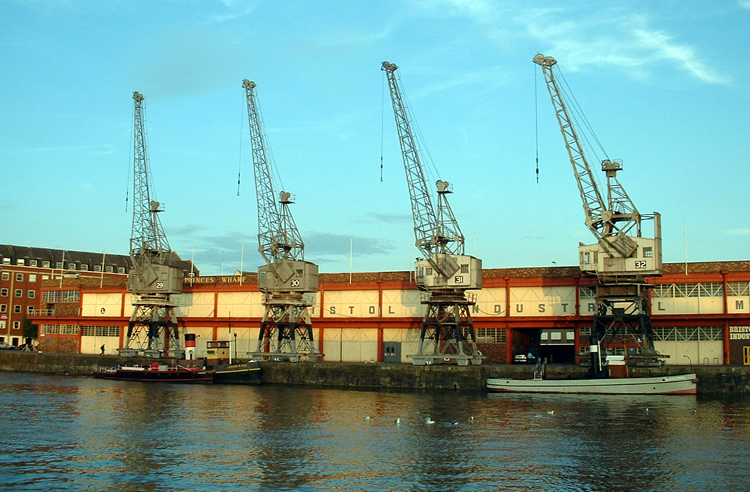
Historische Hafenanlagen von Bristol, lange Zeit die wichtigste Einnahmequelle

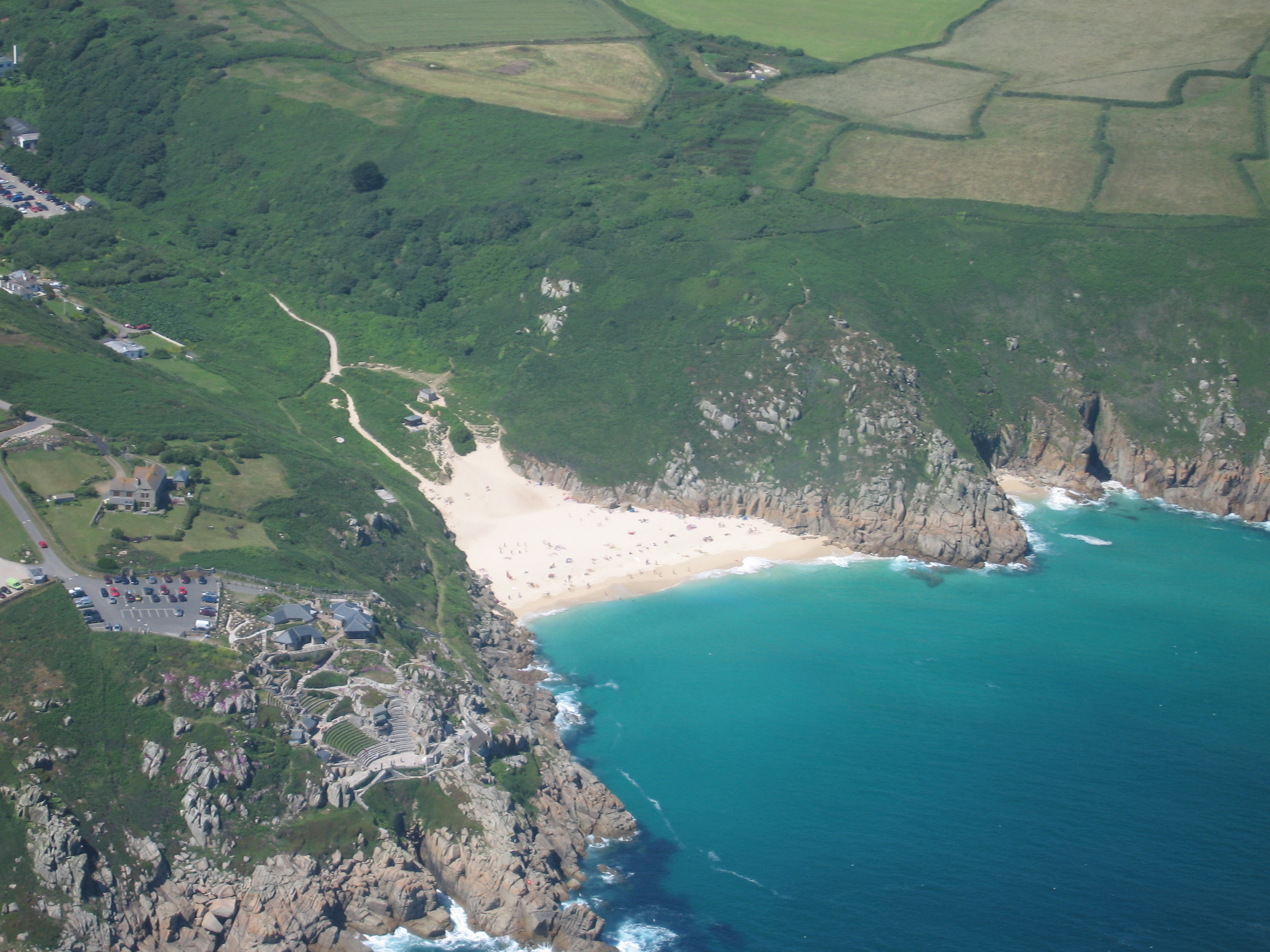
Seit dem Niedergang des Bergbaus lebt Cornwall von Landwirtschaft und Tourismus.

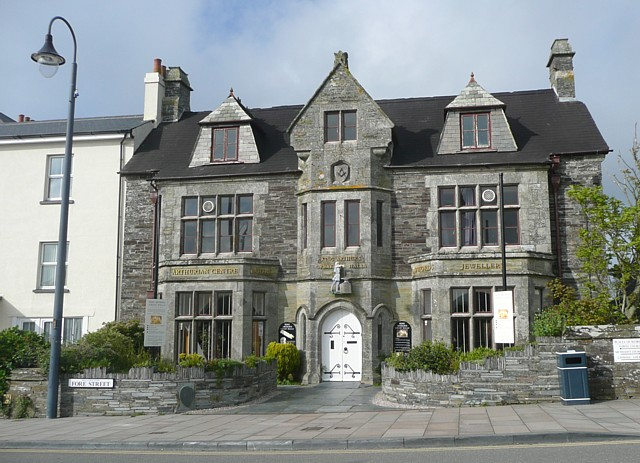
Das König-Artus-Museum in Tintagel, Ziel für geschichtlich interessierte Besucher

Im Vergleich mit dem BIP der EU ausgedrückt in Kaufkraftstandards erreicht die Region einen Index von 97 (EU-28=100) (2015).
Die wirtschaftlich produktivsten Gebiete innerhalb der Region sind Bristol, der Korridor entlang des Motorway M4 und Südost-Dorset, alles Gebiete mit den besten Verbindungen nach London. Bristols Wirtschaft war zunächst vom Seehandel geprägt und lebte in der Vergangenheit hauptsächlich vom Export der einheimischen, meist fertig verarbeiteten Schafwolle, der Einfuhr von Tabak und anderen Kolonialwaren sowie dem Sklavenhandel, lange Zeit auch vom Schiffbau. Im 20. Jahrhundert entstand mit der Luftfahrtindustrie ein neuer Wirtschaftszweig; bekannte Beispiele sind die Unternehmen Rolls-Royce (Militärsektor) und Bristol Aeroplane Company.
Als wirtschaftlich schwaches Gebiet gilt Cornwall. Bis zum Ende des 19. Jahrhunderts deckte Cornwall mehr als die Hälfte des Weltbedarfs an Zinn. Darauf geht wahrscheinlich auch der Name des Ortes Tintagel (Tin = engl. Zinn) zurück. Seit dem Niedergang des Bergbaus wurde hier nur noch Landwirtschaft betrieben. Cornwall hat im Jahre 2003 nur 6,5 Prozent zur Wirtschaftskraft Südwestenglands beigetragen und erhielt als Ziel-1-Region Fördermittel im Rahmen der Regionalpolitik der Europäischen Union. Bereits ab den 1990er Jahren entwickelte sich der Fremdenverkehr in Cornwall zu einer wichtigen Einnahmequelle. Im Jahr 2002 wurden rund fünf Millionen Besucher gezählt. Die wirtschaftliche Bedeutung des Tourismus wuchs auch in den übrigen Landesteilen. Im Jahre 2001 gab es 13.800 Hotels mit insgesamt rund 250.000 Betten in Südwestengland. Neben Erholungsuchenden kommen auch geschichtlich interessierte Besucher ins Land. Stonehenge, das seit 1986 zum Weltkulturerbe gehört, und andere mythische Stätten, etwa aus den Legenden um König Artus, ziehen immer wieder das internationale Interesse auf sich.